# Titina De Filippo
Annunziata De Filippo, detta Titina (Napoli, 27 marzo 1898 – Roma, 26 dicembre 1963), è stata un'attrice, drammaturga e sceneggiatrice italiana.
Considerata una tra le più grandi attrici teatrali del Novecento, anche grazie al sodalizio artistico con i fratelli Eduardo e Peppino, è ricordata anche per la sua lunga carriera nel cinema che le permise di lavorare al fianco di grandi dello spettacolo come Totò, Vittorio De Sica, Vittorio Gassman, Tina Pica, Alberto Sordi e Nino Manfredi.

## Biografia e carriera

Un'immagine giovanile di Titina De Filippo negli anni '20

Figlia naturale dell'attore e commediografo Eduardo Scarpetta e di Luisa De Filippo, nonché sorella maggiore di Eduardo e Peppino, Titina De Filippo nacque nel quartiere Chiaia in via dell'Ascensione. Avviata sin da bambina alla carriera teatrale, debuttò sui palcoscenici interpretando quasi sempre ruoli maschili nella compagnia del padre: il debutto avvenne nella parodia dell'operetta La geisha, per poi passare al ruolo di scolara, nel 1909, in Nu ministro 'mieze 'e guaie (traduzione napoletana di I guai di un ministro di Vito di Napoli), e ancora Peppeniello nella commedia teatrale Miseria e nobiltà.
Raggiunta l'età adolescenziale, Titina visse una lunga fase per la quale l'età non le consentì l'assegnazione di alcun ruolo: troppo grande per fare il bambino e troppo giovane per essere un'attrice giovane, studiò quindi i comportamenti delle altre colleghe. Nel 1912 venne scritturata nella compagnia del fratellastro Vincenzo Scarpetta, dove nel 1917 troveranno scrittura anche i fratelli naturali. Nel 1921 entrò nella compagnia di Francesco Corbinci, anch'essa di stampo prettamente dialettale, nella quale passò dal repertorio della pochade a quello della commedia musicale.

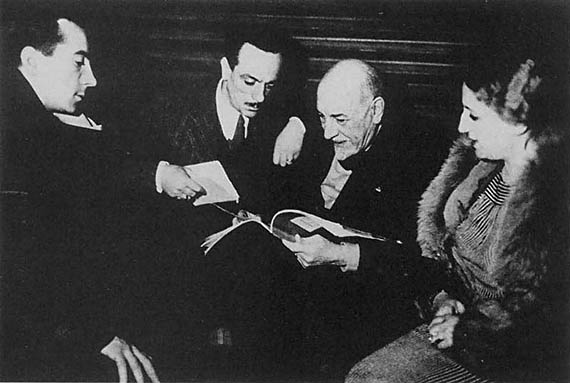
I fratelli De Filippo con Luigi Pirandello nel 1936

Nella stessa compagnia conobbe l'attore Pietro Carloni che avrebbe sposato nel 1922; dal matrimonio nacque il figlio Augusto (1923-1997). Il periodo della gravidanza la costrinse ad abbandonare le scene per brevissimo tempo: tornata sulle scene fu occupata per una serie di spettacoli sia al Teatro Umberto che al Teatro Nuovo di Napoli, regredendo nella scala gerarchica dei ruoli teatrali: da prima attrice divenne attrice giovane. Sebbene non molto appariscente, Titina apparve nella rivista a fianco di attrici e soubrette avvenenti senza mai sfigurare: dal 1924 in poi prese parte anche ad alcune commedie di Michele Galdieri.
Tentò la strada della sceneggiata accettando un incarico in un'altra compagnia. Raggiunse il successo a trentun anni quando recitò, nella stagione 1929-1930, al Teatro Nuovo di Napoli nella Compagnia Stabile Napoletana Molinari diretta da Enzo Aulicino, accanto a Totò. Nel 1931 fondò insieme ai due fratelli il Teatro Umoristico I De Filippo che debuttò il 25 dicembre di quell'anno con la commedia Natale in casa Cupiello, scritta da Eduardo. Da allora li seguì ininterrottamente, costituendo una parte decisiva nei loro successi e distaccandosene momentaneamente soltanto nel 1939 quando apparve insieme a Nino Taranto nella rivista Finalmente un imbecille di Nelli e Mangini. Nel 1937 debuttò nel cinema, assieme ai due fratelli, con la pellicola Sono stato io! di Raffaello Matarazzo. Nello stesso periodo, abbandonata la compagnia dei fratelli, tornò alla rivista.
Nel 1945, quando Eduardo e Peppino si divisero per via di contrasti e insofferenze, Titina rimase insieme al primo che formò con lei la Compagnia di Eduardo e dove conobbe autentici trionfi con Napoli milionaria!, Filumena Marturano, commedia scritta appositamente per lei che contribuì in maniera esponenziale ad accrescere la sua fama, e Questi fantasmi!. Fu autrice lei stessa di ventuno commedie teatrali, come Quaranta ma non li dimostra (1948), scritta in collaborazione con il fratello Peppino, e Virata di bordo (1960), interpretata da Nino Taranto e Angela Luce.

Eduardo e Titina interpretano Domenico Soriano e Filumena Marturano alla prima rappresentazione della commedia, il 7 novembre 1946 al Politeama di Napoli

Nel 1946, però, iniziò a manifestarsi un grave affanno cardiaco che la accompagnerà per tutto il resto della vita, fino a farle accusare un grave malessere a Genova nel corso di un'interpretazione della Filumena del dicembre 1948, che non le impedì tuttavia di portare a termine la recita.

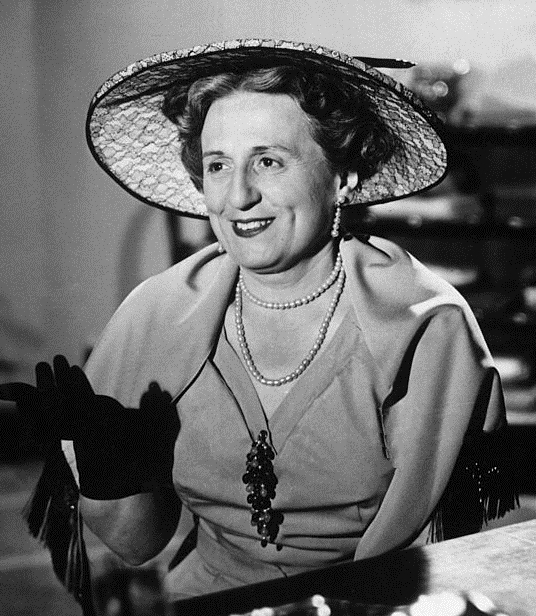
Titina De Filippo nel 1950

Fattasi visitare a Milano sotto consiglio di Eduardo, le venne prescritto un mese di convalescenza che l'attrice passò a Sanremo. In seguito riprese l'attività artistica e le tournée in Italia.

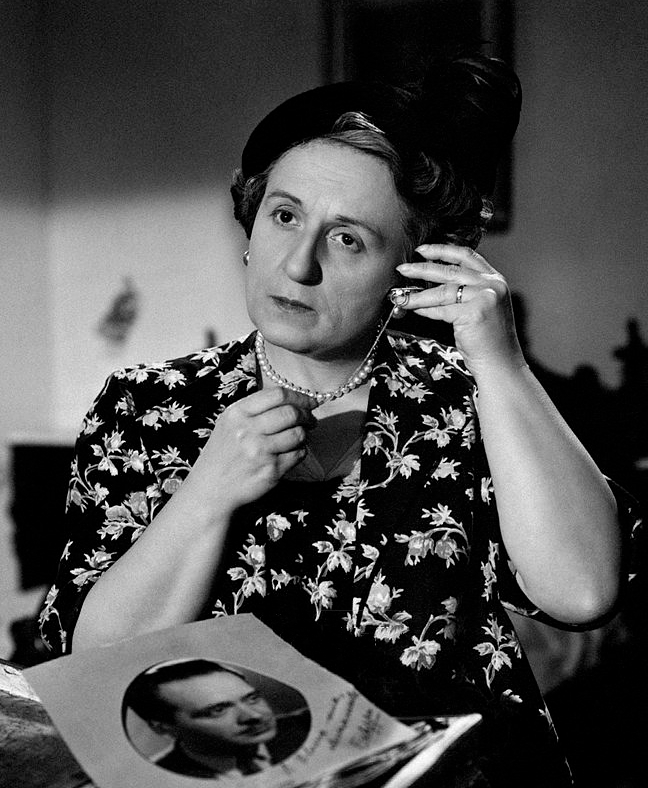
Titina De Filippo nel 1952

Titina interpreta Filumena Marturano nell'omonimo film trasposizione della commedia del 1951

Scioltasi anche la compagnia col fratello nel 1951, continuò a lavorare saltuariamente con Eduardo. Vinse anche un Nastro d'argento per la migliore sceneggiatura di Due soldi di speranza (1952) diretto da Renato Castellani.

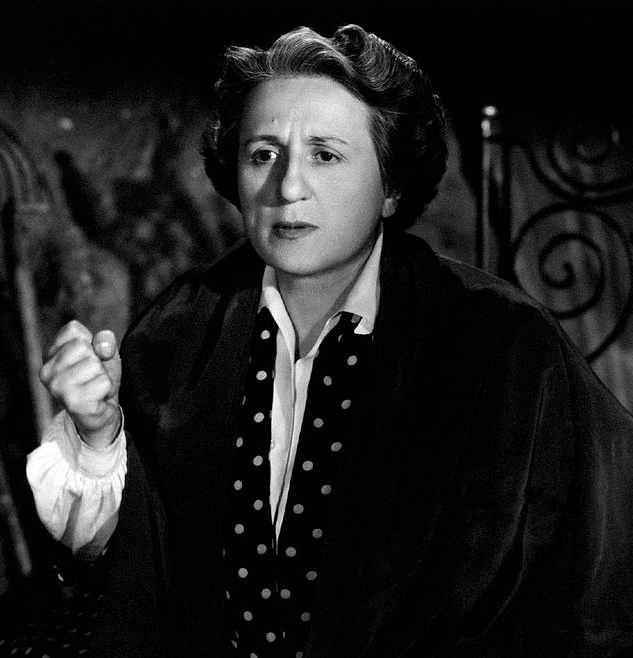
Titina De Filippo nel film Totò, Peppino e i fuorilegge del 1956

La sua ultima apparizione cinematografica fu nel film Ferdinando Iº re di Napoli del 1959 in cui recita insieme ai fratelli Eduardo e Peppino per la prima e ultima volta insieme dopo la separazione del 1945. Debilitata dalla malattia, fu costretta a rifiutare un cameo fortemente voluto da Vittorio De Sica nel film Il giudizio universale del 1961. Da tempo sofferente per l'aggravarsi delle sue condizioni, Titina morì a Roma il 26 dicembre 1963, all'età di 65 anni. Due giorni dopo si celebrò il funerale nella basilica del Sacro Cuore Immacolato di Maria in piazza Euclide a Roma. Inizialmente fu tumulata nella cappella del fratello Peppino al cimitero del Verano ma nel 1966 il figlio, che viveva a Manziana, località molto amata dalla madre dove era solita recarsi in villeggiatura, ne decise il trasferimento del feretro nel locale cimitero dove verrà tumulato anche il marito Pietro.

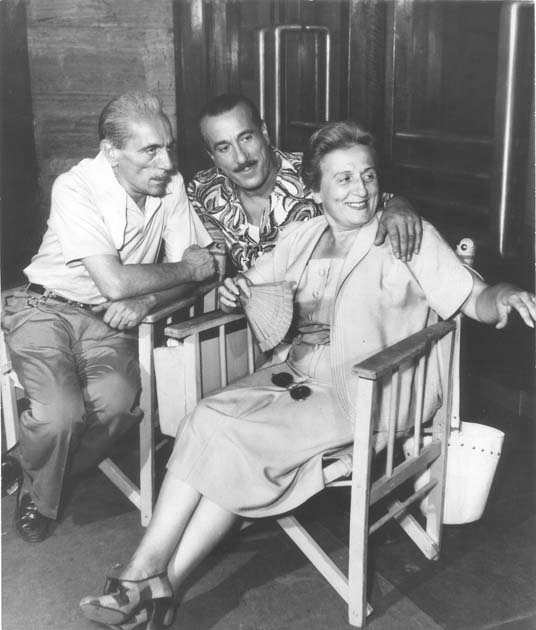
Titina con i fratelli Eduardo e Peppino negli anni '50

Subito dopo la sua morte l'attore e grande amico Vittorio De Sica le dedicò il film Matrimonio all'italiana, trasposizione della celebre commedia Filumena Marturano, distribuito proprio nel primo anniversario dalla scomparsa.

## Filmografia

Titina De Filippo durante una registrazione radiofonica dell'opera Assunta Spina negli anni '30

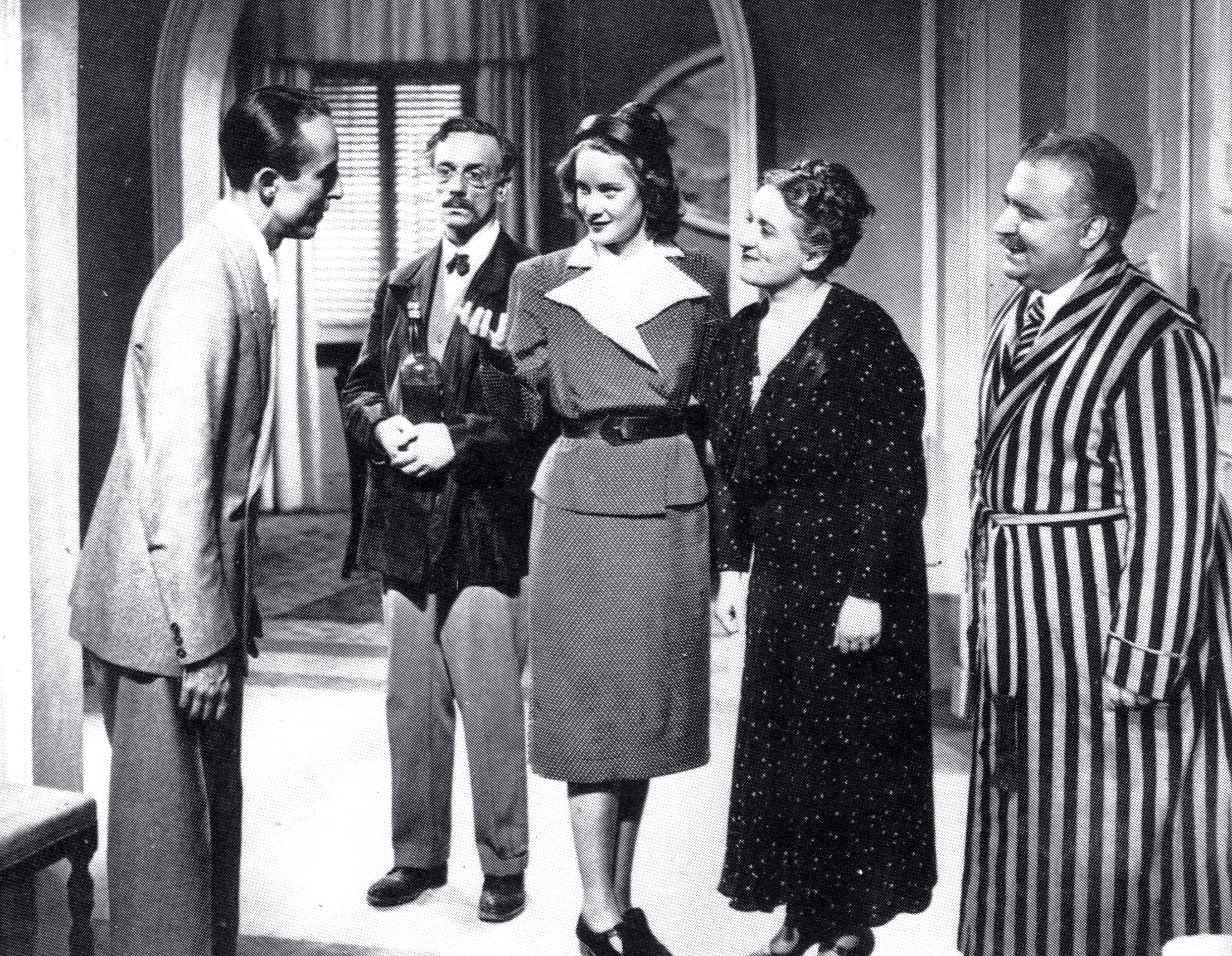
Albino Principe, Eduardo, Titina, Alida Valli e Federico Collino nel film Sono stato io! del 1937

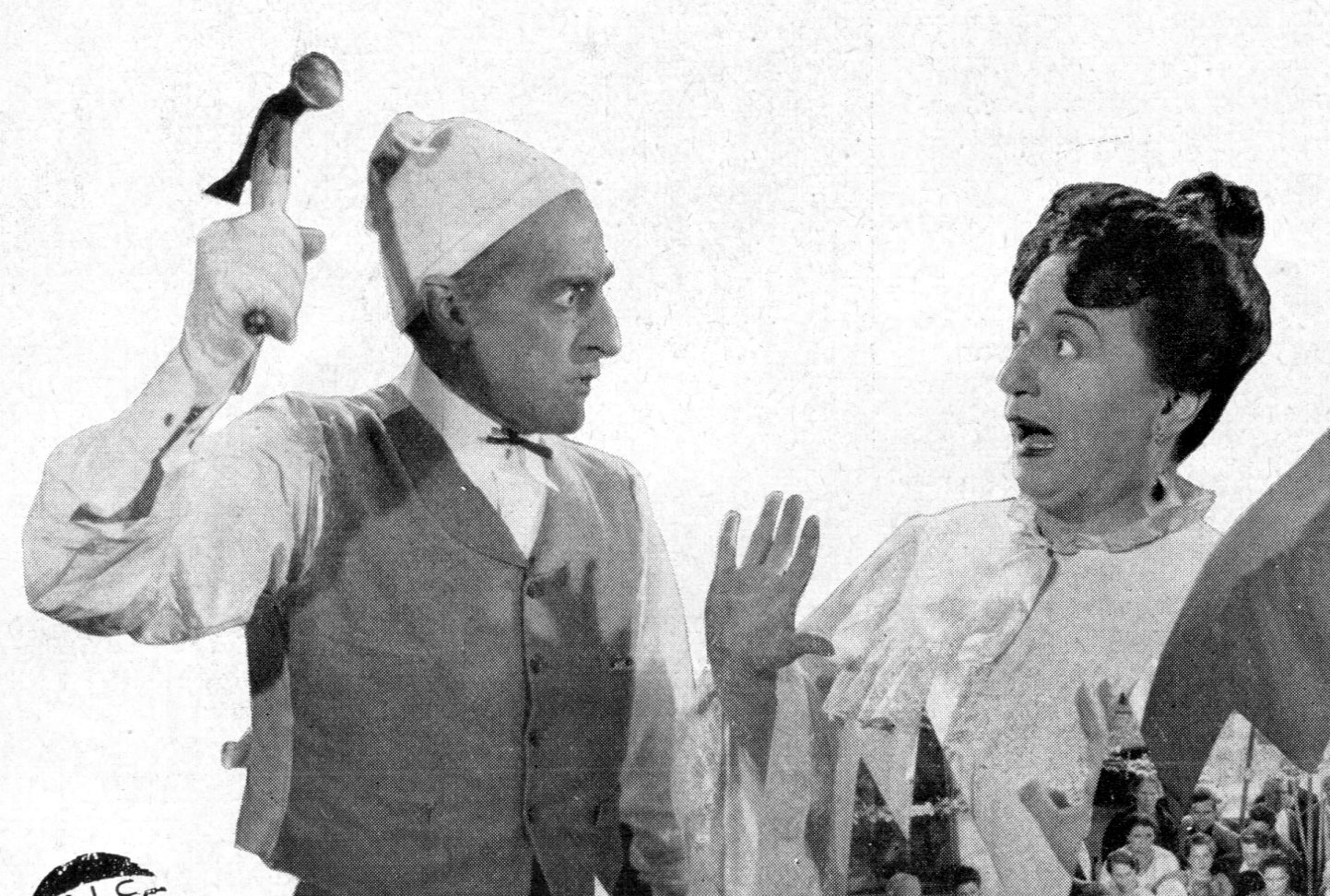
Totò e Titina nel film San Giovanni decollato nel 1940

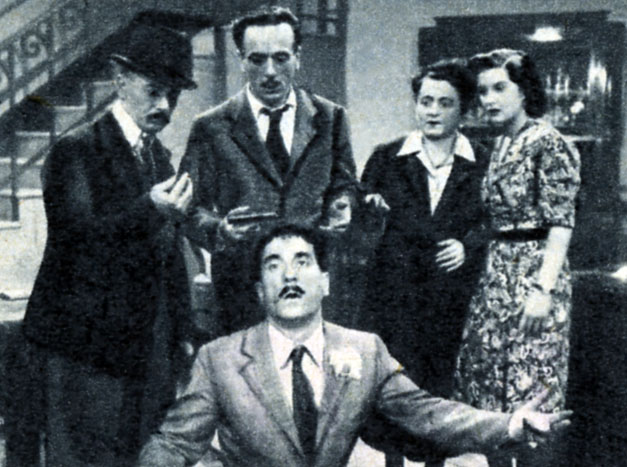
Giorgio De Rege, Eduardo, Peppino, Titina e Vanna Vanni nel film Non ti pago! del 1942

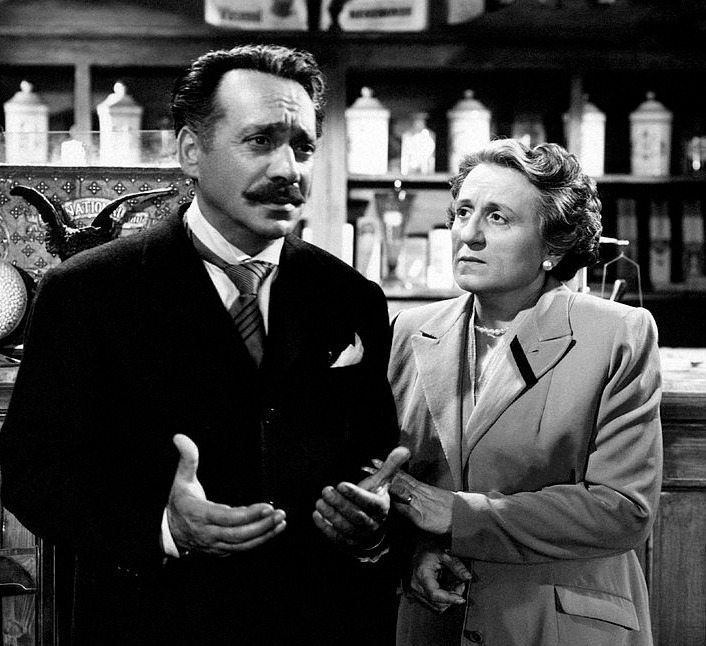
Umberto Spadaro e Titina nel film Cani e gatti del 1952

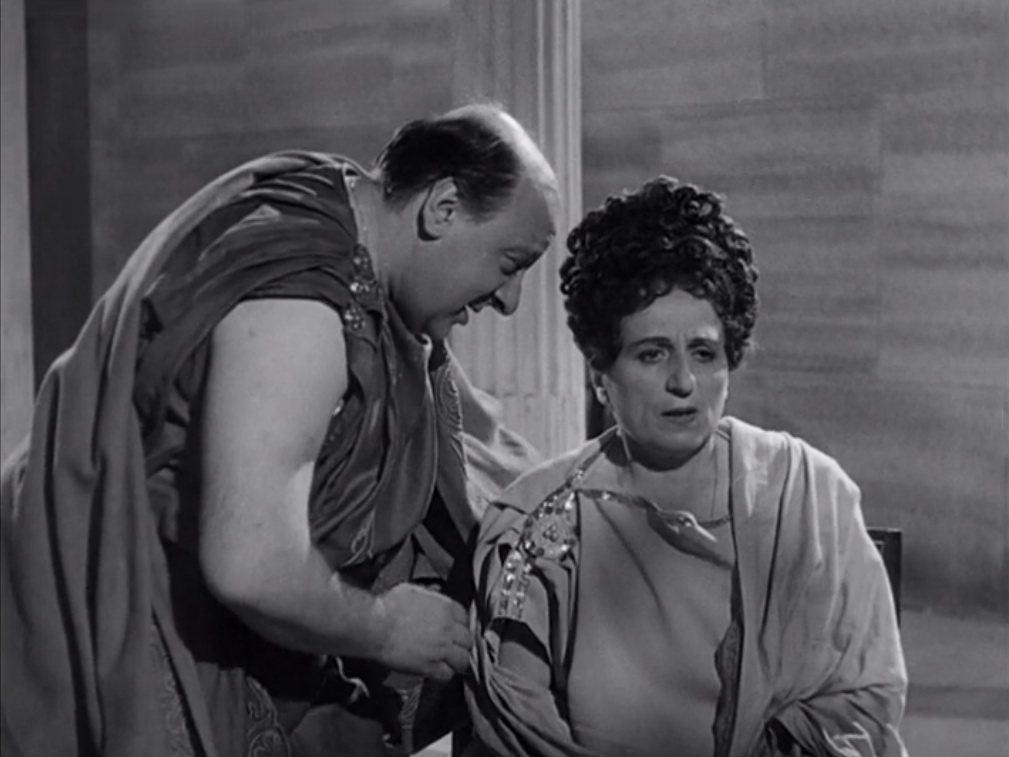
Titina nel film Cinque poveri in automobile del 1952

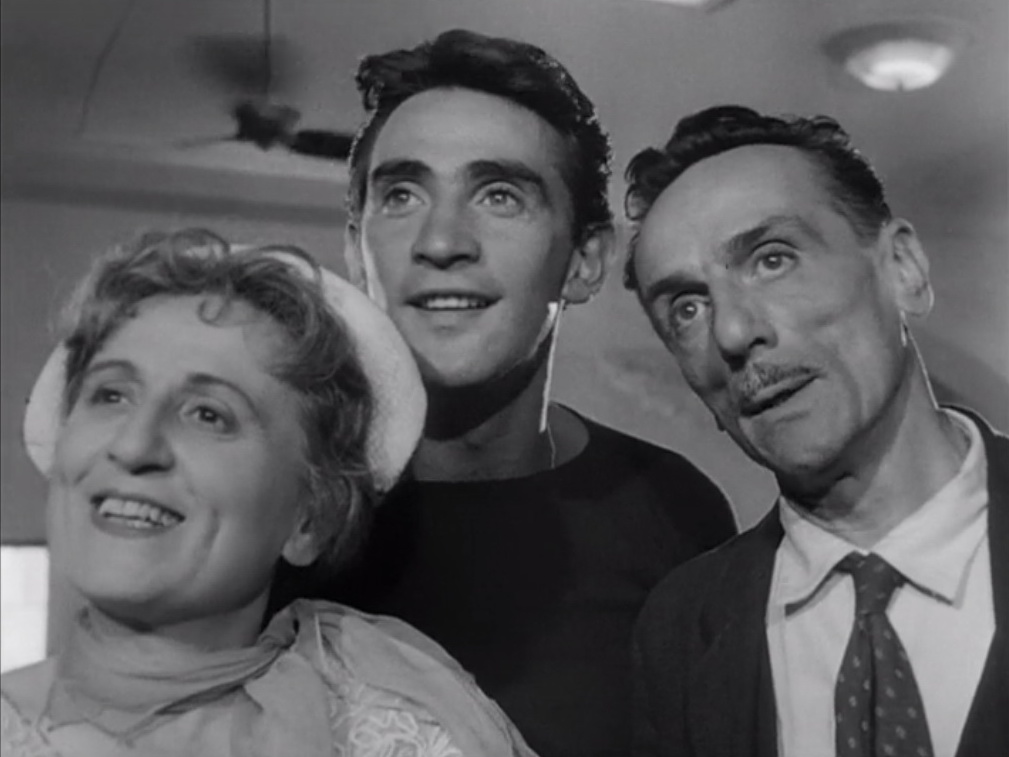
Titina, Eduardo e Walter Chiari

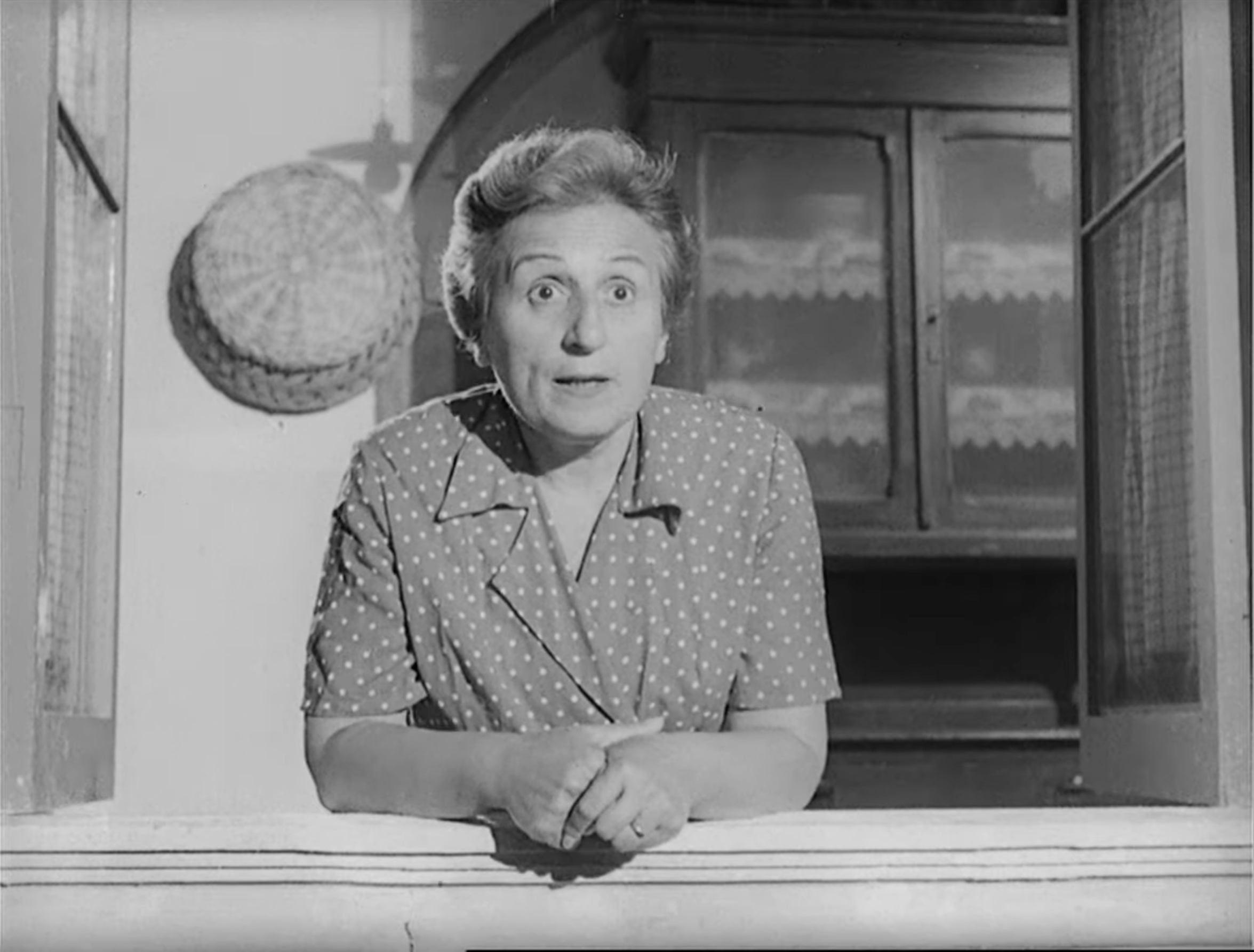
Titina nel film Ragazze da marito del 1952

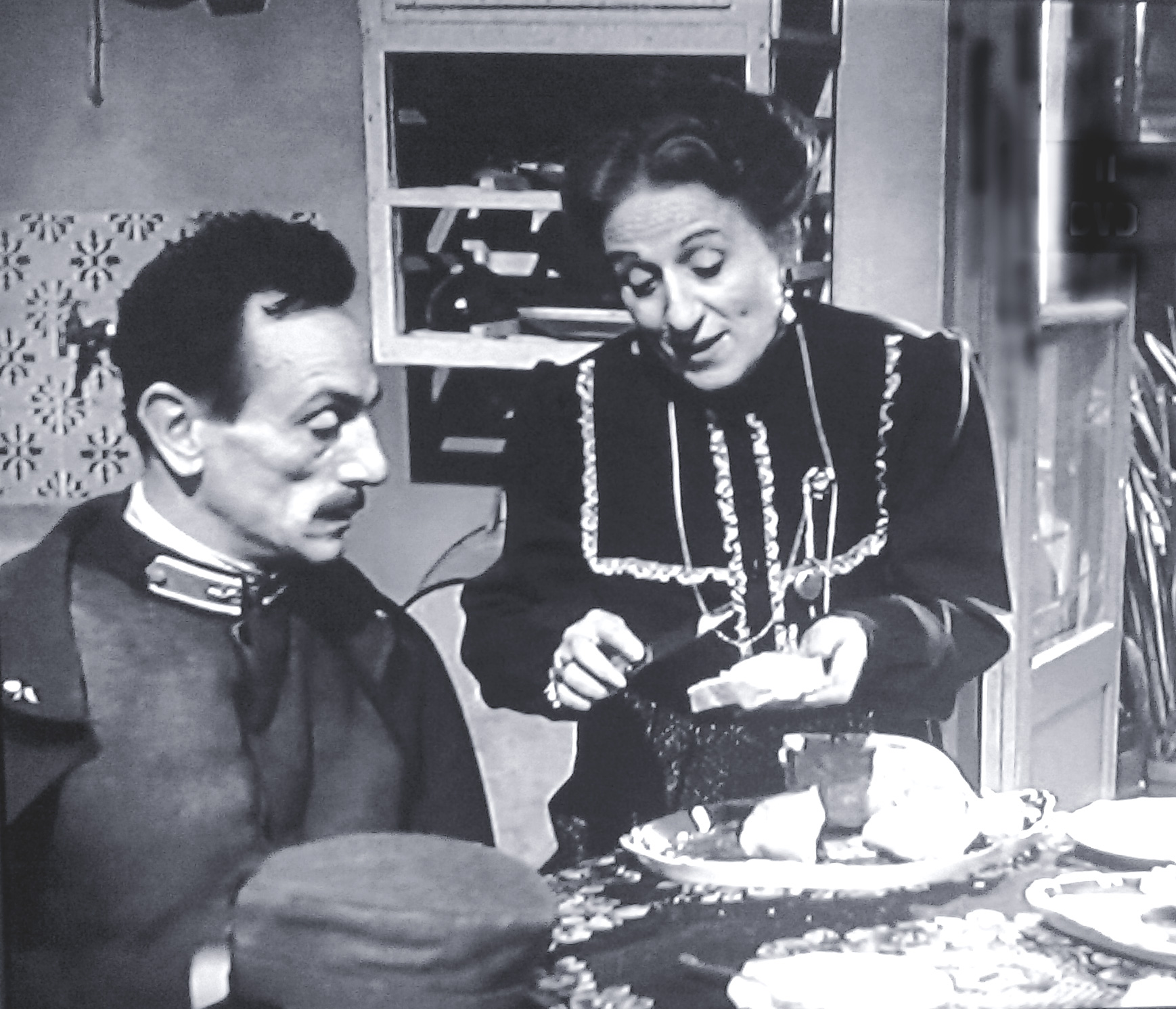
Eduardo e Titina nell'episodio "Purificazione" del film Cento anni d'amore del 1954

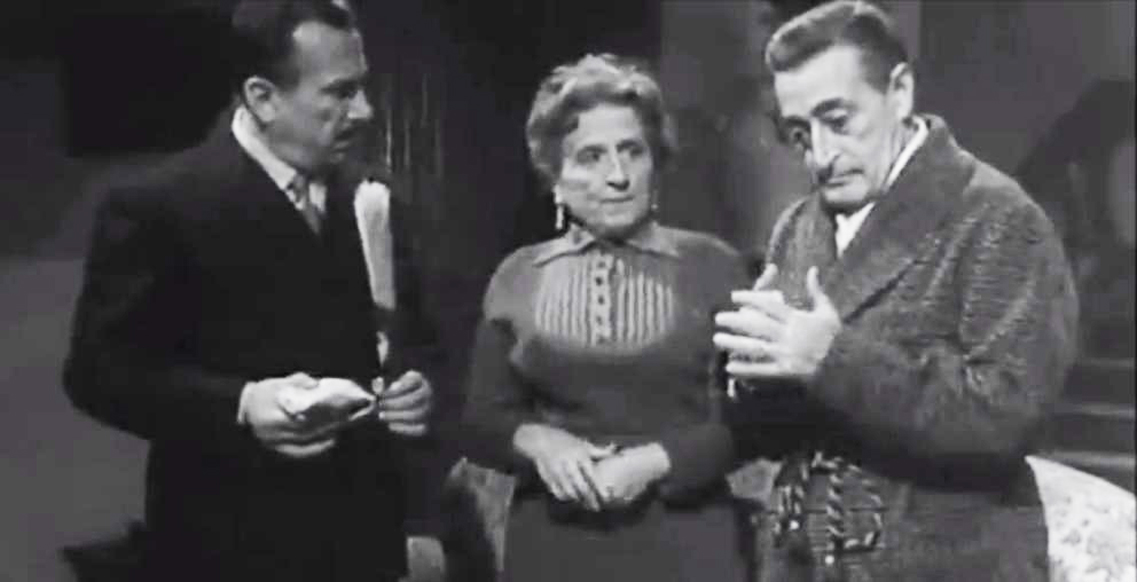
Totò, Titina e Peppino nel film Totò, Peppino e i fuorilegge del 1956

Charles Boyer, Sophia Loren e Titina nel film La fortuna di essere donna del 1956

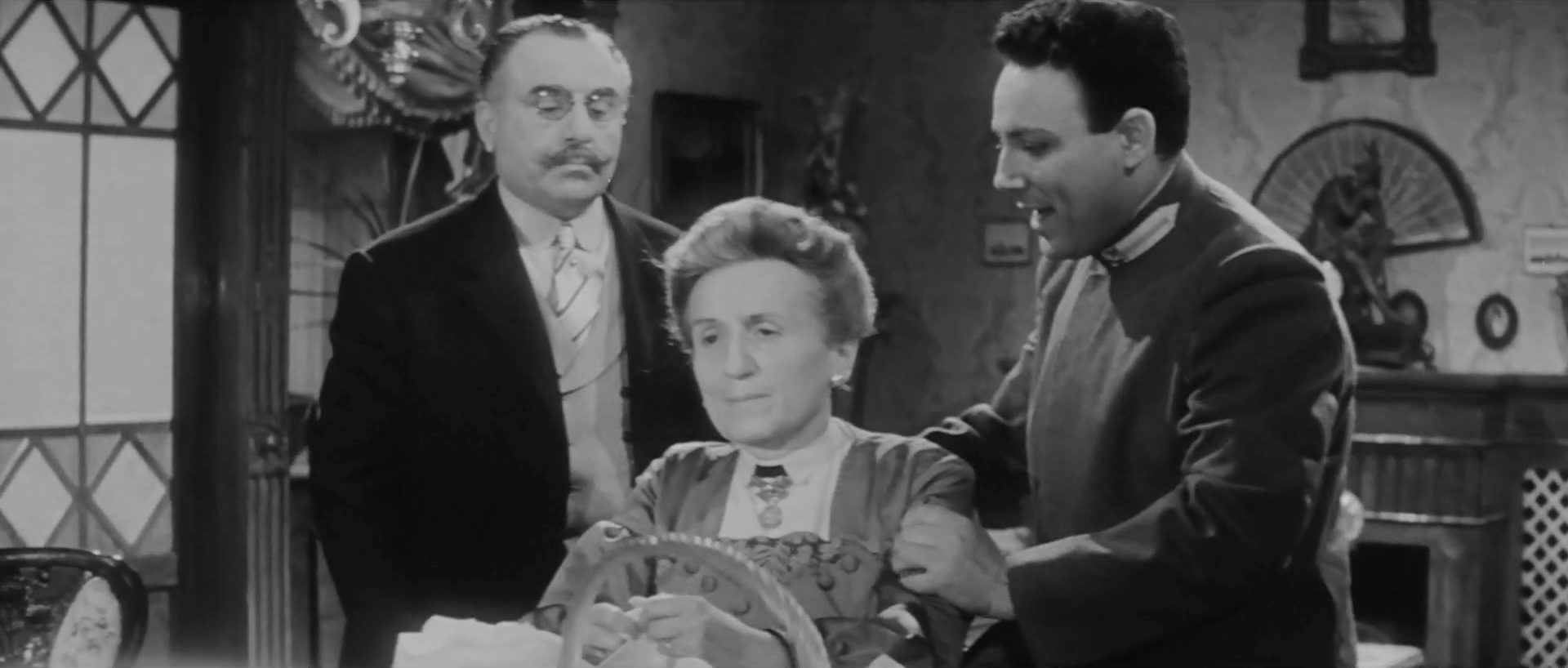
Carlo Campanini, Claudio Villa e Titina nel film La canzone del destino del 1957

Titina nel film È arrivata la parigina del 1958

### Attrice
- Miseria e nobiltà, regia di Enrico Guazzoni (1914)
- Sono stato io!, regia di Raffaello Matarazzo (1937)
- L'amor mio non muore!, regia di Giuseppe Amato (1938)
- Frenesia, regia di Mario Bonnard (1939)
- San Giovanni decollato, regia di Amleto Palermi (1940)
- Villa da vendere, regia di Ferruccio Cerio (1941)
- Una volta alla settimana, regia di Ákos Ráthonyi (1942)
- Non ti pago!, regia di Carlo Ludovico Bragaglia (1942)
- Non mi muovo!, regia di Giorgio Simonelli (1943)
- Gli assi della risata, epis. Non chiamarmi Dodò, regia di Roberto Bianchi (1943)
- Ti conosco, mascherina!, regia di Eduardo De Filippo (1944)
- Uno tra la folla, regia di Ennio Cerlesi e Piero Tellini (1946)
- Assunta Spina, regia di Mario Mattoli (1948)
- Napoli milionaria, regia di Eduardo De Filippo (1950)
- Cameriera bella presenza offresi..., regia di Giorgio Pàstina (1951)
- Filumena Marturano, regia di Eduardo De Filippo (1951)
- Cani e gatti, regia di Leonardo De Mitri (1952)
- Il tallone d'Achille, regia di Mario Amendola e Ruggero Maccari (1952)
- Marito e moglie, regia di Eduardo De Filippo (1952)
- Cinque poveri in automobile, regia di Mario Mattoli (1952)
- I morti non pagano tasse, regia di Sergio Grieco (1952)
- Non è vero... ma ci credo, regia di Sergio Grieco (1952)
- Ragazze da marito, regia di Eduardo De Filippo (1952)
- Martin Toccaferro, regia di Leonardo De Mitri (1953)
- Il fuoco nelle vene (La chair et le diable), regia di Jean Josipovici (1954)
- Cento anni d'amore (episodio Purificazione), regia di Lionello De Felice (1954)
- La vena d'oro, regia di Mauro Bolognini (1955)
- La fortuna di essere donna, regia di Alessandro Blasetti (1956)
- I pappagalli, regia di Bruno Paolinelli (1956)
- I vagabondi delle stelle, regia di Nino Stresa (1956)
- Totò, Peppino e i fuorilegge, regia di Camillo Mastrocinque (1956)
- Guaglione, regia di Giorgio Simonelli (1957)
- Non cantare... baciami!, regia di Giorgio Simonelli (1957)
- La canzone del destino, regia di Marino Girolami (1957)
- Totò, Vittorio e la dottoressa, regia di Camillo Mastrocinque (1957)
- È arrivata la parigina, regia di Camillo Mastrocinque (1958)
- Napoli sole mio!, regia di Giorgio Simonelli (1958)
- Noi siamo due evasi, regia di Giorgio Simonelli (1959)
- Ferdinando Iº re di Napoli, regia di Gianni Franciolini (1959)

### Sceneggiatrice
- Cinque poveri in automobile, regia di Mario Mattoli (1952)
- Due soldi di speranza, regia di Renato Castellani (1952)
- Senza veli, regia di Carmine Gallone e Arthur Maria Rabenalt (1952) dialoghi italiani
- Guaglione, regia di Giorgio Simonelli (1956)
- Non cantare... baciami!, regia di Giorgio Simonelli (1957)

## Programmi radiofonici Rai
- Serata per Salvatore Di Giacomo, letture di Titina De Filippo, Vittorio De Sica e Giuseppe Porelli, regia di Alberto Casella, trasmessa il 6 aprile 1953.
- Mese mariano, atto unico con Titina De Filippo, trasmesso il 6 aprile 1953.
- Assunta Spina, dramma di Salvatore Di Giacomo, regia di Alberto Casella, trasmessa il 1 maggio 1953.

## Opere (elenco parziale)
- Ma c'è papà, conosciuta anche come Un suocero in casa (…ma c'è papà!), scritta in collaborazione con Peppino
- Quaranta, ma non li dimostra, scritta in collaborazione con Peppino
- Amicizia 'e frate
- Mariantonia e l'educazione
- Era lei sì, sì
- Carlino si diverte
- Guarda che m'ha combinato soreme
- La voce del sangue
- Una creatura senza difesa (da una novella di Čechov)
- Virata di bordo

## Onorificenze
- Intitolazione di via Fratelli De Filippo a Bari, nel quartiere Santa Rita
- Intitolazione di via Titina De Filippo nella città di Palermo
- Intitolazione di viale Titina De Filippo a Roma, nella zona Serpentara
- Intitolazione di via Titina De Filippo (già via Nuovo Teatro San Ferdinando) nella città di Napoli[2]
- Intitolazione di via Titina De Filippo a San Giorgio a Cremano (NA)